# كيث دونينغ
كيث دونينغ (بالإنجليزية: Keith Downing)‏ (23 يوليو 1965 في المملكة المتحدة - ) هو مدرب كرة قدم ولاعب كرة قدم بريطاني في مركز الوسط. لعب مع برمنغهام سيتي وستوك سيتي وكارديف سيتي ونوتس كاونتي ووولفرهامبتون واندررز ونادي هيرفورد وMile Oak Rovers & Youth F.C. ‏.

## وصلات خارجية
- كيث دونينغ على موقع قاعدة بيانات كرة القدم.إي يو (الإنجليزية)
- كيث دونينغ على موقع Soccerbase.com (لاعب) (الإنجليزية)
- كيث دونينغ على موقع Soccerbase.com (مدرب) (الإنجليزية)
- كيث دونينغ على موقع Soccerway.com (الإنجليزية)
- كيث دونينغ على موقع عالم كرة القدم.نت (الإنجليزية)